# 阿莫雷维耶塔-埃查诺
阿莫雷维耶塔-埃查诺（西班牙語：Amorebieta-Echano）是西班牙巴斯克自治区比斯开省的一个市镇。总面积58平方公里，总人口16182人（2001年），人口密度279人/平方公里。